# 40 (アルバム)
『40』（フォーティ）は、EARTHSHAKERの23枚目のオリジナル・アルバム。

## 概要
デビュー40周年記念アルバムである。
前作に引き続き、キーボーディストの永川敏郎がレコーディングに全面参加し、5人編成で制作された。

## 収録曲
（全作詞：西田昌史、全作曲（特記以外）：石原慎一郎）
1. 儚き夢よ
2. HEY! Mr. JOKER
3. IT'S SHOWTIME
4. 旅路の果てまで
  - 作曲：西田昌史
5. 点と線
6. OUR GLORY DAYS
7. 永遠に消えぬ約束
  - 作曲：西田昌史
8. ANGEL
  - 作曲：永川敏郎
9. 傷跡
10. SONG OF LOVE
  - 作曲：永川敏郎